# NGC 5888
NGC 5888 (другие обозначения — UGC 9771, MCG 7-31-38, ZWG 221.37, PGC 54316) — галактика в созвездии Волопас.
Этот объект входит в число перечисленных в оригинальной редакции «Нового общего каталога».
В галактике вспыхнула сверхновая SN 2007Q типа II, её пиковая видимая звездная величина составила 17,8.